# Tendermanagement
Als Tendermanagement [ˈtɛndɚˌmænɪdʒmənt] (von engl. tender = „Angebot“, deutsch: Ausschreibungsmanagement) bezeichnet man ein für Ausschreibungen verantwortliches Management.
Der Begriff erlaubt eine zweite Lesart, da tender als englisches Adjektiv mit „zart; weich“ übersetzt werden kann. Dieses Wortspiel ist bewusst gewählt, um den vorsichtigen Umgang mit den Ausschreibungen und Neukunden hervorzuheben.